# Filip Krušlin
Filip Krušlin (ur. 18 marca 1989 w Zagrzebiu) – chorwacki koszykarz, występujący na pozycji rzucającego obrońcy, reprezentant kraju, obecnie zawodnik Dinamo Sassari.

## Osiągnięcia
Stan na 3 lipca 2022, na podstawie, o ile nie zaznaczono inaczej.

### Zawodnicze

#### Drużynowe
- Mistrz Chorwacji (2017, 2018)
- Wicemistrz:
  - Ligi Adriatyckiej (2017)
  - Chorwacji (2014–2016, 2019)
- Zdobywca:
  - Pucharu Chorwacji (2017–2019)
  - Superpucharu Ligi Adriatyckiej (2017, 2018)
- Finalista:
  - pucharu:
    - Słowenii (2020)
    - Chorwacji (2008)
    - Bośni i Hercegowiny (2011)

  - Superpucharu Ligi Adriatyckiej (2019)
- Uczestnik międzynarodowych rozgrywek:
  - Euroligi (2007/2008 – runda zasadnicza)
  - Eurocup (2017–2019 – TOP 16, 2019/2020 – 6. miejsce w grupie C)
  - Ligi Adriatyckiej (2007/2008 – ćwierćfinał, 2014/2015 – 11. miejsce, 2015/2016 – 8. miejsce)
  - FIBA Europe Cup (2015/2016 – ćwierćfinał)
  - EuroChallenge (2020/2011 – kwalifikacje)

#### Indywidualne
- MVP Pucharu Chorwacji (2019)
- Zaliczony do I składu turnieju Euroleague Nike Junior (2007)

#### Reprezentacja
Seniorska
- Uczestnik:
  - igrzysk olimpijskich (2016 – 5. miejsce)[3]
  - mistrzostw Europy (2017 – 10. miejsce)[4]
  - kwalifikacji:
    - olimpijskich (2016 – 1. miejsce)[5]
    - do mistrzostw:
      - świata (2017 – 19. miejsce, 2018/2019, 2021)
      - Eurobasketu (2020)

Młodzieżowe
- Uczestnik:
  - mistrzostw Europy:
    - U–20 (2008 – 12. miejsce)[6]
    - U–18 (2006 – 10. miejsce, 2007 – 7. miejsce)[7][8]

  - międzynarodowego turnieju U–18 w Dubaju (2006)